# 財務会計基準機構
公益財団法人財務会計基準機構（ざいむかいけいきじゅんきこう、英:Financial Accounting Standards Foundation、略称:FASF）は、東京都千代田区に本部を置く公益財団法人。

## 概要
日本の会計基準設定主体である企業会計基準委員会（ASBJ）とサステナビリティ開示基準の設定主体であるサステナビリティ基準委員会（SSBJ）の運営母体である。
- 代表者 - 理事長：佐藤雅之

## 沿革
- 2001年7月26日 - 経済団体連合会、日本公認会計士協会、全国証券取引所協議会、日本証券業協会、全国銀行協会、生命保険協会、日本損害保険協会、日本商工会議所、日本証券アナリスト協会により設立。
- 2009年11月2日 - 公益財団法人に移行。

## 役員一覧
（2023年8月1日現在）
| 役職         | 氏名       | 備考                                                                             |
| ------------ | ---------- | -------------------------------------------------------------------------------- |
| 理事長       | 佐藤雅之   | 日揮ホールディングス株式会社 代表取締役会長CEO                                   |
| 代表理事常務 | 岩間芳仁   | 公益財団法人財務会計基準機構 事務局長                                            |
| 理事         | 青克美     | 株式会社東京証券取引所 取締役 常務執行役員                                       |
| 理事         | 荒井恒一   | 日本商工会議所 理事・事務局長                                                    |
| 理事         | 岩井尚彦   | 日本製鉄株式会社 常務執行役員                                                    |
| 理事         | 梅田直樹   | 三菱地所株式会社 執行役常務                                                      |
| 理事         | 大知久一   | 一般社団法人日本損害保険協会 専務理事                                            |
| 理事         | 片倉正美   | EY新日本有限責任監査法人 理事長                                                  |
| 理事         | 神作裕之   | 学習院大学大学院法務研究科 教授                                                  |
| 理事         | 許斐潤     | 公益社団法人日本証券アナリスト協会 理事                                          |
| 理事         | 齋藤真哉   | 横浜国立大学大学院国際社会科学研究院 教授                                        |
| 理事         | 岳野万里夫 | 日本証券業協会 副会長                                                            |
| 理事         | 辻松雄     | 一般社団法人全国銀行協会 副会長兼専務理事                                        |
| 理事         | 鶴田光夫   | 日本公認会計士協会 副会長                                                        |
| 理事         | 中野 恵    | 日本たばこ産業株式会社 代表取締役副社長                                          |
| 理事         | 藤戸方人   | 一般社団法人生命保険協会 副会長                                                  |
| 理事         | 茂木哲也   | 日本公認会計士協会 会長                                                          |
| 理事         | 吉田安宏   | 住友商事株式会社 執行役員 財務・経理・リスクマネジメント担当役員補佐（経理担当） |
| 理事         | 米山正樹   | 東京大学大学院経済学研究科 教授                                                  |
| 監事         | 野﨑邦夫   | 住友化学株式会社 監査役（常勤）                                                  |
| 監事         | 南 成人    | 日本公認会計士協会 副会長                                                        |

## 評議員一覧
（2023年6月30日現在）
| 役職         | 氏名       | 備考                                                                    |
| ------------ | ---------- | ----------------------------------------------------------------------- |
| 評議員会議長 | 手塚正彦   | 日本公認会計士協会 相談役（前会長） 一般財団法人会計教育研修機構 理事長 |
| 評議員       | 井上 隆    | 一般社団法人日本経済団体連合会 専務理事                                 |
| 評議員       | 大久保孝一 | 有限責任監査法人トーマツ 包括代表（兼）監査・保証事業本部長             |
| 評議員       | 神田秀樹   | 学習院大学大学院 法務研究科 教授                                        |
| 評議員       | 小澤壽人   | 三菱重工業株式会社 取締役 常務執行役員 CFO                              |
| 評議員       | 田代桂子   | 株式会社大和証券グループ本社取締役兼執行役副社長                        |
| 評議員       | 徳賀芳弘   | 京都先端科学大学副学長・京都大学名誉教授                                |
| 評議員       | 中島 茂    | 弁護士                                                                  |
| 評議員       | 西村義明   | 住友理工株式会社 特別顧問                                               |
| 評議員       | 山道裕己   | 株式会社日本取引所グループ取締役兼代表執行役グループCEO                 |
| 評議員       | 山田 裕行  | 有限責任あずさ監査法人 理事長                                           |

## 備考
東京証券取引所は、同所に上場するすべての企業に財務会計基準機構への加入を要請しており、財務会計基準機構へ加入していない上場企業は、決算日より3ヶ月以内に加入しない理由及び今後の加入に向けた考え方を開示しなければならない（上場規程 第409条の2）。